# Into the Legend
Into the Legend – jedenasty album studyjny włoskiego zespołu power-metalowego Rhapsody of Fire, wydany 15 stycznia 2016 roku przez AFM Records. Jest to pierwszy album nagrany z basistą Alessandreo Salą oraz ostatni z udziałem perkusisty Alexa Holzwartha i wieloletniego wokalisty Fabio Lione'a.

## Lista utworów
1. "In Principio" - 2:45
2. "Distant Sky" - 4:32
3. "Into the Legend" - 5:01
4. "Winter's Rain" - 7:44
5. "A Voice in the Cold Wind" - 6:18
6. "Valley of Shadows" - 6:55
7. "Shining Star" - 4:39
8. "Realms of Light" - 6:01
9. "Rage of Darkness" - 6:02
10. "The Kiss of Life" - 16:45
11. "Volar Sin Dolor" - 4:38 (utwór bonusowy)
12. "Speranze e Amor" - 4:38 (japoński utwór bonusowy)